# 窑里村窑址
窑里村窑址位于中国广西壮族自治区桂林市叠彩区大河乡窑里村附近，旧朝宗渠西岸以西，中山北路、北辰路两侧以东，清水塘南岸以北，磨浆岭以南，面积约4平方千米。
该窑址发现于1965年，当时进行了调查和标本采集，调查时发现坡式龙窑6处，皆依坡而建，窑门在下方，窑尾在上方，最大的益处窑尾长约40米，高3米，最宽处12米；并发现废品堆6处，呈拱形，可从断面看到层叠的残破瓷器，最大的一堆底径长约50米，宽约40米，高约3.8米。采得的标本中包括碗、碟、杯、洗等，均为生活用品。1983年，在村南面发现琉璃窑址，与靖江王府和靖江王陵的遗物在图案上吻合，证明该窑为靖江王府的琉璃窑址。1984年公布为桂林市文物保护单位。